# Lovisagruvan AB
För Lovisagruvan, se Lovisagruvan
Lovisagruvan AB är ett svenskt gruvföretag. 
Lovisagruvan AB bildades 1994 och köpte konkursboet efter Lovisa Mines. Provbrytningen startade 1995 och 1997 och brytning av malm har skett sedan i Lovisagruvan söder om Stråssa. Anrikning av malmen för utvinning av zink- och blykoncentrat har över åren fram till 2016 skett i Bolidens anrikningsverk i Garphyttan, och därefter av polska Boleslawkoncernen i Polen. 
Företaget är som delägare i Vilhelmina Mineral AB engagerad i att återstarta Stekenjokkgruvan, med koppar och zink samt en del ädelmetaller, nära Vilhelmina. 
Lovisagruvan AB undersöker också enligt ett avtal med det australiska gruvprospekterings- och gruvutvecklingsföretaget Hannans Limited ett eventuellt återupptagande av brytning av en sulfidmalmsfyndighet (med koppar och guld) i Pahtohavare, åtta kilometer söder om Kiruna.
Företaget är noterat på Aktietorget sedan 2007.